# Government High School Dinpur
Government High School Dinpur (en urdu: گورنمنٹ ہائی سکول دین پور), conocida también como GHS Dinpur, es una escuela secundaria pública para varones ubicada en Dinpur, en el juzgado de Dera Ismail Khan en la provincia de Khyber Pakhtunkhwa, Pakistán.

## Historia
Fundada inicialmente en 1934 durante la época colonial británica como escuela primaria pública. En 1974 fue graduada a nivel intermedio y en 1990 logró el estatus de escuela secundaria.

## Académico
GHS Dinpur ofrece educación desde nivel intermedio hasta secundaria (Matric) según el plan de estudios del Board of Intermediate and Secondary Education, Peshawar. Sus estudiantes frecuentemente obtienen distinciones en exámenes distritales y provinciales.

### Materias que se imparten
- Física
- Química
- Biología
- Informática
- Artes y Humanidades[7]

## Infraestructura
El campus abarca aproximadamente 4 acres y cuenta con laboratorios científicos, sala de informática, biblioteca equipada y áreas deportivas.

## Participación comunitaria
La escuela colabora con padres y organizaciones locales para promover talleres educativos, consciencia sobre salud y responsabilidad social.

## Personal
El centro cuenta con alrededor de 24 docentes, bajo la dirección de Muhammad Iqbal.

## Alumni destacados
- Ahsan Ali, diseñador web y emprendedor digital, conocido por desarrollar la presencia en línea de la escuela.[10]

## Admisión
La admisión es abierta para varones del área local basándose en el mérito. La escuela implementa una política inclusiva para estudiantes de diversas condiciones socioeconómicas.

## Planes futuros
La administración planea ampliar actividades extracurriculares, incorporar herramientas digitales educativas y mejorar los recursos del aula.